# Scandinavia and the World
Scandinavia and the World, även kallat SatWcomic eller kort och gott SatW, är en dansk engelskspråkig internetserie tecknad av pseudonymen Humon, en kvinnlig serieskapare från Danmark. Dess syfte är att driva med olika stereotyper, i synnerhet de nordiska. Varje land, eller i vissa fall region, representeras av en kvinnlig och en manlig person (syskon), som regel alltid klädda i sin regions flagga.
Hemsidan är även en community där medlemmar från hela världen kan både kommentera serier, bidra med fanart samt diskutera och chatta med varandra i olika forum.